# Lager 7503/11 Anschero-Sudschensk
Das NKWD/MWD-Lager 7503/11 Anschero-Sudschensk war ein Arbeitslager in Sibirien, in der Oblast Kemerowo, etwa 500 km östlich der Stadt Nowokusnezk, unmittelbar an der Trasse der Transsibirischen Eisenbahn.
Es war ein Zwangsarbeiterlager und gehörte zum System Gulag. Die Lagerinsassen mussten vorwiegend im Kohleschacht 9/15 arbeiten.
Im Lager waren bis 1946 Deportierte, die aus der ehemaligen Autonomen Republik der Wolgadeutschen (ASSR) stammten.
Im März 1947 wurden etwa 1.000 arbeitsfähige deutsche internierte Zivilisten aus dem sowjetischen Speziallager Nr. 1 Mühlberg dorthin deportiert, überwiegend Jugendliche. Es gab zahlreiche solche Lager in Sibirien. Die Gesamtzahl der aus Deutschland in Arbeitslager Deportierten wird auf 20.000 bis 23.000 geschätzt.

## Wolgadeutsche
Nach Ausbruch des Deutsch-Sowjetischen Krieges 1941 beschuldigte man die Wolgadeutschen der Zusammenarbeit mit den Deutschen, löste die Wolgadeutsche Republik auf und deportierte die Menschen nach Sibirien, wobei mehr als 30 % ums Leben kamen.
Bis ins Jahr 1946 waren viele der Wolgadeutschen noch in Lagern untergebracht. Sie wurden noch bis 1956 diskriminiert, indem ihnen Meldepflicht, Ausgangsbeschränkung und Beschränkung der Reisefreiheit auferlegt wurden. Selbst nach der Rehabilitierung durch die sowjetischen Organe 1964 wurde die Wolgadeutsche Republik nie wieder neu gegründet, obwohl die Russlanddeutschen sehr oft auf die Wiederherstellung ihrer autonomen Republik gedrängt hatten.

## Deportierte Deutsche

### Vorgeschichte
Der NKWD/MWD hatte viele deutsche Zivilisten in „Speziallagern“ in Gewahrsam genommen. Sie waren nach ausgiebigen Verhören dort eingeliefert worden, ohne von sowjetischen Tribunalen verurteilt worden zu sein. Die Verhöre fanden fast immer unter Anwendung von Folter statt. Es bestand keine Möglichkeit der Verteidigung. Die Verhafteten waren somit der Willkür der vernehmenden Offiziere ausgeliefert.
Unter den Insassen der Speziallager waren auch viele Jugendliche, weil sie noch 1945 in Wehrertüchtigungslagern eine vormilitärische Ausbildung erhalten hatten. Die Sowjets vermuteten, dass diese Ausbildung zum Zweck der Bildung von „Partisanengruppen“ (Werwolf) diente. Im Speziallager Nr. 1 Mühlberg fanden im Januar 1947 Untersuchungen durch sowjetische Ärzte statt mit dem Ziel der Aussonderung noch arbeitsfähiger Häftlinge.
Der Gesundheitszustand der Lagerinsassen war jedoch so schlecht, dass von etwa 12000 Häftlingen nur ca. 800 für arbeitsfähig erklärt wurden. Das waren zum großen Teil Angehörige von Lagerkommandos (d. h., sie hatten Aufgaben innerhalb des Lagers) in Mühlberg, die infolge minimaler Zusatzverpflegung einen verhältnismäßig guten Gesundheitszustand aufzuweisen hatten. Aus anderen Lagern brachte man noch etwa 200 Häftlinge nach Mühlberg. Die rund 1000 zur Deportation ausgesuchten Häftlinge setzten sich hauptsächlich aus Jugendlichen der Jahrgänge 1928/29, denen man die Zugehörigkeit zum Werwolf vorgeworfen hatte, kleinen Funktionsträgern der NSDAP und sonstigen Zivilisten, die der NKWD/MWD als missliebige Personen verhaftet hatte, zusammen.
Im Pelzmützentransport waren Gefangene am 8. Februar 1947 in Neuburxdorf in Viehwaggons verladen worden, die nach 33 Tagen auf dem Güterbahnhof von Anschero-Sudschensk ankamen. Die Gefangenen des Transports hatte man zuvor mit Wattebekleidung und Pelzmützen der deutschen Wehrmacht ausgerüstet, um sie vor der strengen Kälte während des Transportes zu schützen.

## Haftbedingungen
Das Lagerregime war zwar streng, aber bei weitem nicht so brutal wie in Mühlberg. Während in Mühlberg die Lagerumzäunung aus fünf Drahtzäunen, einem Elektrozaun und einer Sichtblende bestand, war im Lager 7503/11 die Umzäunung zwar mit einer Sichtblende, aber nur mit einem Drahtzaun versehen, hatte jedoch die obligatorischen Wachtürme an den vier Ecken.
Die ärztliche Betreuung der Häftlinge erfolgte durch einen deutschen Lagerarzt. Die Kontrolle des Arztes übte eine sowjetische Ärztin aus. Medikamente und medizinische Geräte waren allerdings kaum vorhanden. Schwierige Fälle sowie größere Operationen verwies man an das örtliche Krankenhaus. Die Schlafstellen der Gefangenen waren mit Strohsäcken und Decken ausgestattet. Während in Mühlberg die Gefangenen unter einer großen Flohplage zu leiden hatten, waren es hier Läuse und Wanzen, die den Deportierten zu schaffen machten.
Die Verpflegung bestand täglich aus dreimal einem halben Liter Suppe oder Gretschnewaja Kascha sowie 570 g Brot für Übertagearbeiter beziehungsweise 1070 g für die Schachtarbeiter. Auch wenn diese Brotrationen reichlich erschienen, gilt es zu beachten, dass es keinerlei Brotaufstriche gab. Die warme Verpflegung war sehr einseitig und es gab monatelang entweder Graupen, Kraut oder Hirse. Diese Art der Verpflegung begünstigte die Ausbreitung von Dystrophie und anderer Mangelkrankheiten, die in vielen Fällen zum Tod führten.
Die Bewachung auf dem Weg zu den Arbeitsstellen erfolgte jeweils durch Posten mit Gewehren. Abhängig von der internationalen Lage wurden auf die Gewehre Bajonette aufgepflanzt, außerdem führte man Schäferhunde mit. Die Behandlung der Gefangenen durch die Posten war, bis auf einige Übergriffe, durchweg human.
Während die Übertagebaustellen durch Markierungen abgegrenzt waren und durch das Wachpersonal des Lagers bewacht wurden, entfiel eine Bewachung im Schacht aus den gegebenen örtlichen Umständen. Im ersten Winter wurden den Häftlingen die in Mühlberg empfangene Winterbekleidung belassen, während man in den folgenden Jahren gereinigte Winterbekleidung ausgab, die zuvor sowjetische Strafgefangene getragen hatten. Ab 1948 bestand die Möglichkeit, Postkarten nach Hause zu schreiben. Die Postkarten waren mit einem Rückschein versehen, auf dem die Angehörigen antworten konnten. Die Ausgabe der Postkarten an die Häftlinge war von deren Arbeitsleistung abhängig.
Im Lager existierte ein Antifa-Aktiv (antifaschistisches Aktiv), welches die politischen Forderungen des sowjetischen Politoffiziers durchsetzte. An politischen Schulungen, die dieses Aktiv durchführte, hatten alle Inhaftierten teilzunehmen. Das Aktiv war auch bei der Zuweisung der Gefangenen auf die entsprechenden Arbeitskommandos maßgeblich beteiligt, sodass missliebige Personen schlechte Arbeitsstellen zugewiesen bekamen und damit kein Geld verdienen konnten. Aus der Lagerbibliothek konnten die Häftlinge Bücher sowjetischer und russischer Autoren in deutscher Sprache ausleihen. Dies war eine wesentliche Verbesserung gegenüber den Lagern in Deutschland.

## Arbeitseinsatz
Ziel der sowjetischen Organe im Lager war es, die Häftlinge als Arbeitskräfte zu erhalten, um sie in wichtigen Betrieben der Stadt Anschero-Sudschensk einzusetzen. Nach einer etwa vierwöchigen Quarantäne kamen die Internierten zum Arbeitseinsatz im Kohleschacht 9/15, in einer mechanischen Zentralwerkstatt und auf Übertagebaustellen. Im Schacht wurde im Dreischichtbetrieb gearbeitet.
Bis auf einzelne ältere Gefangene bestanden die Arbeitskommandos durchweg aus unqualifizierten Personen, denn im Schacht oder auf Baustellen hatte bisher kaum jemand gearbeitet. Innerhalb kurzer Zeit hatten sich aber unter den Häftlingen Spezialisten herausgebildet, die in ihrer Arbeitsleistung den Russen keinesfalls nachstanden, ja ihnen sogar überlegen waren. Das ging so weit, dass einige Abschnitte im Schacht 9/15 große Planerfüllungsprobleme hatten, als Ende 1948 keine deutschen Gefangenen mehr im Schacht arbeiten durften. Als Grund des Schachtverbotes wurde eine Schachtexplosion im Donezbecken vermutet, bei dem viele deutsche Kriegsgefangene ums Leben gekommen sein sollen.
Vielfach kam es im Schacht 9/15 zu Kontakten mit Wolgadeutschen, die ihre deutschen Sprachkenntnisse vergaßen, sobald sich ein Natschalnik (sowjetischer Steiger) näherte. In Ausnahmefällen entstanden Freundschaften mit den deutschen Kumpeln.
Japanische Kriegsgefangene waren im Schacht 9/15 ausschließlich als Holzschlepper beschäftigt. Die Begegnungen zwischen Deutschen und Japanern gestalteten sich sehr freundschaftlich. Die sowjetischen zivilen Schachtarbeiter sahen dies nicht gern. In der mechanischen Werkstatt wurde generell Geld verdient, denn dort waren vor allem deutsche Arbeiter eingesetzt, die einen Metallberuf erlernt hatten. Im Schacht war dies anders, dort entschied oft ein guter oder schlechter Arbeitsplatz, ob Geld verdient werden konnte oder nicht.
Vom verdienten Arbeitslohn behielt die Lagerverwaltung 495 Rubel für Verpflegung, Kleidung, Unterkunft und Wiedergutmachung ein. Darüber hinausgehender Verdienst wurde gutgeschrieben und hin und wieder zu jeweils 150 Rubel ausbezahlt. In der Lagerkantine konnte man, im beschränkten Umfang, Lebensmittel und Tabakwaren kaufen.

## Opfer
Während der Lagerzeit in der SU (1947–1952) starben vom Pelzmützentransport des Lagers Mühlberg 122 Personen.
Die Toten des Lagers 7503/11 wurden auf dem so genannten „Japanerberg“ in Anschero-Sudschensk durch Mithäftlinge notdürftig begraben. Gedenkfeiern gab es nicht. Die Angehörigen erhielten keine Nachricht. Auf dem Japanerberg begrub man auch die Toten des Japanerlagers. Die Japaner hatten an dieser Stelle einen Gedenkstein aufgestellt, der jedoch immer wieder beschädigt wurde. Daraufhin exhumierte man die Toten, verbrannte die Gebeine und überführte die Asche nach Japan. Für die deutschen Toten gibt es noch keine Lösung. Der Volksbund Deutsche Kriegsgräberfürsorge e. V. beabsichtigt aber hier eine Gedenkstätte zu errichten.

## Auflösung des Lagers
Das Lager 7503/11 wurde Mitte 1949 aufgelöst. Alle noch im Lager verbliebenen Gefangenen transportierte man teils nach Kemerowo, Stalinsk, teils ins Lager 7525/7 Prokopjewsk.
Nachdem es infolge der Wende von 1989 möglich wurde, das Lager zu besuchen, kam im Mai 1997 eine Fahrt von ehemaligen Lagerinsassen nach Anschero-Sudschensk zustande. Die zweistöckigen Baracken waren inzwischen abgerissen  worden, an deren Stelle nun Steinhäuser standen. Einige alte Frauen, die jetzt dort wohnten, konnten sich noch an das ehemalige Lager erinnern.

## Weiterführende Literatur und Zeitzeugenberichte zum Thema (Auswahl)
In der Vergangenheit sind einige Werke, die das Geschehen in jener Zeit widerspiegeln, in renommierten Verlagen erschienen. Weiters sind zum Teil im Eigenverlag und anderen Medien erschienene Zeitzeugenberichte zu finden, welche die Geschichte aus dem unmittelbaren Erleben der Betroffenen widerspiegeln. Diese sind die einzigen Quellen über den Ablauf des inneren Lebens in den Lagern des Gulag.
- Peter Hilkes: Nach dem Zerfall der Sowjetunion. Probleme der Russlanddeutschen bei der Gestaltung ihrer Zukunft in den Nachfolgestaaten. In: Ethnos-Nation 2, H. 2, 1994, ISSN 0943-7738, S. 61–73.
- Helmut Leppert: Odyssee einer Jugend. 5. Auflage. Initiativgruppe Lager Mühlberg/Elbe e. V. 2008.
- Erhard Krätzschmar: … von Wurzen über Mühlberg nach Sibirien … Betroffene erinnern sich. (Bittere Jugendjahre 1945–1950). Swing, Colditz. 1995. Weblink (PDF; 13,6 MB), abgerufen am 23. März 2013
- Günter Polster, Herbert Hecht: „Wir waren schon halbe Russen...“ Deportiert und überlebt im GULAG., 1998, Begleitheft zum gleichnamigen Film von Dirk Jungnickel, 63 S.
- Siegfried Rulc: Unter Werwolfverdacht – eine unvollständige Chronik unserer Jahre 1945 bis 1950. Mironde-Verlag, 2007, ISBN 978-3-937654-18-8
- Bernhard Sauer: Von Hitler verführt-von Stalin bestraft. Aus dem Leben des Rudolf Freitag . In: Geschichte-Wissen August 2017. Weblink (PDF; 17,2 MB), abgerufen am 9. Oktober 2017.
- Werner Keller: Verschleppt nach Sibirien. (Zeitzeugenbericht) In: Meeraner Blatt. o. J.
- Herbert Hecht: Sibirische Glocken (Zeitzeugenbericht), Eigenverlag, Gernrode 2006.
- Siegfried Müller: Der Wahrheit verpflichtet. Von Schwarzenberg in die Gulags Sibiriens. (Zeitzeugenbericht), Books on Demand Verlag, ISBN 978-3-8448-7155-5, Norderstedt. 2011

## Verwendete Quellen und Einzelnachweise
- Peter Hilkes: Nach dem Zerfall der Sowjetunion. Probleme der Russlanddeutschen bei der Gestaltung ihrer Zukunft in den Nachfolgestaaten. In: Ethnos-Nation 2, H. 2, 1994, ISSN 0943-7738, S. 61–73.
- Herbert Hecht: Sibirische Glocken. Eigenverlag, Gernrode 2006. Weblink (PDF; 28,5 MB), abgerufen am 23. März 2013
- Siegfried Rulc: Unvollständige Chronik, 1945–1950. Ein Tagebuch zur Werwolf-Legende. 3., ergänzte Auflage. Eigenverlag, Berlin 1999, ISBN 3-00-002235-X.

Koordinaten: 56° 4′ 38″ N, 86° 1′ 53″ O